# Jerónimo Antonio Gil
Jerónimo Antonio Gil – hiszpański rzeźbiarz neoklasyczny zajmujący się głównie grawerstwem.
Studiował, a później uczył grawerstwa w Królewskiej Akademii Sztuk Pięknych św. Ferdynanda w Madrycie.  W 1778 roku wyjechał do Meksyku, gdzie z nominacji Karola III został zarządcą Królewskiej Mennicy. Założył szkołę grawerstwa szkolącą pracowników dla mennicy. W 1781 roku został dyrektorem Królewskiej Akademii Sztuk Pięknych w San Carlos, która powstała z jego inicjatywy.